# Asplenium viride

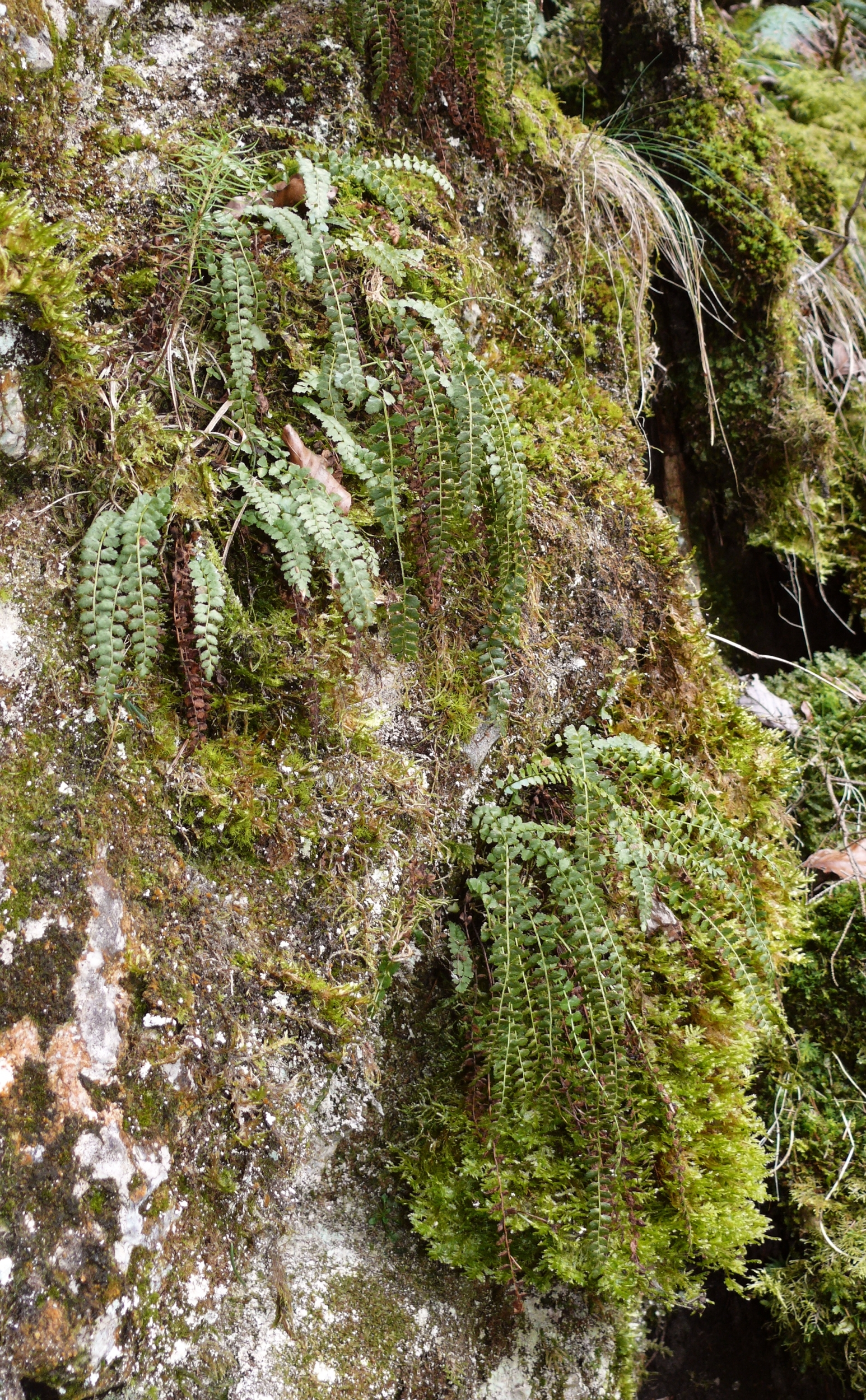
En su hábitat en Alemania

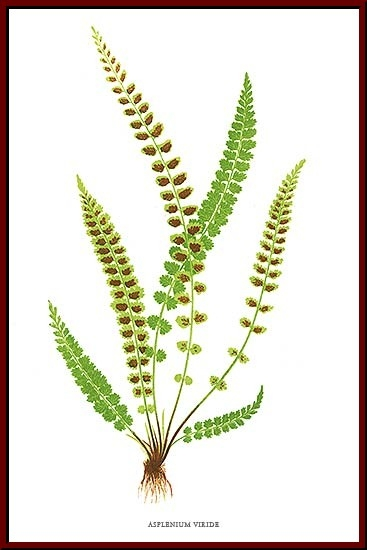
Ilustración

Asplenium viride es una especie de helecho que se caracteriza por sus estípites y raquis de color verde. Esta característica distingue fácilmente esta especie del aspecto similar a Asplenium trichomanes.

## Descripción
Es un helecho con rizoma postrado-radicante, cubierto de páleas castaño-oscuras sin franja central más oscura. Frondes de hasta 20 cm, en fascículos laxos; pecíolo c. 1/3 de la longitud de la lámina, verde, castaño rojizo en la base, glabro; raquis verde, no alado, a veces con escasos pelos glandulosos; lámina (5,5)6-12(18) x (0,8)1-1,5 cm, 1-pinnada, de linear a linear-lanceolada, verde-clara, membranácea, glabra; pinnas c. 5 mm, hasta 30 pares, pecioluladas, convexas de jóvenes, de ovadas a suborbiculares, anchamente cuneadas en la base y con margen de crenado a dentado. Soros pequeños, elípticos, al fin confluentes. Esporas (27)30-33(36) μm de diámetro, castaño-oscuras, con perisporio reticulado, sien-do las crestas altas y denticuladas.

## Ecología
A. viride es una especie nativa del norte y el oeste de América del Norte y el norte de Europa y Asia. Se trata de un pequeño helecho de roca que crece en roca de piedra caliza. Es una especie diploide, con número de cromosomas de n = 36, y se hibrida con Asplenium trichomanes para producir Asplenium × adulterinum, que se encuentra en la isla de Vancouver, Columbia Británica. 

## Taxonomía
Asplenium viride fue descrita por Carl Linnaeus en su Species Plantarum de 1753, bajo el nombre de " Asplenium trich. ramosum ", con una localidad tipo en "Arvorniæ rupibus"(rocas en Caernarfonshire). En virtud de las reglas del Código Internacional de Nomenclatura Botánica , nombres en frases tales como "Asplenium trichomanes ramosum " se tratarán como errores ortográficos - en este caso, sustituido por Asplenium ramosum. El nombre fue posteriormente rechazado en favor del de William Hudson nombrado posteriormente como Asplenium viride, que tenía una localidad tipo en "rupibus humidis en montibus Walliæ et en comitatibus Eboracensi et Westmorlandico" (rocas húmedas en las montañas de Gales, Yorkshire y Westmorland).
Etimología
Ver: Asplenium
viride: epíteto latino que significa "verde".
Sinonimia
- Asplenium ramosum L.[8]

## Nombres comunes
- Castellano: sardinera verde, sardineras verdes.[9]